# Pheroliodes concavus
Pheroliodes concavus är en kvalsterart som beskrevs av Hunt 1996. Pheroliodes concavus ingår i släktet Pheroliodes och familjen Pheroliodidae. Inga underarter finns listade i Catalogue of Life.